# Dictus Cretenc
Dictus Cretenc o Dictus de Creta (Dictys Cretensis) també Dictus de Cnossos fou un suposat escriptor grec considerat una de les fonts d'Homer. Fou utilitzat pel llibre llatí en prosa "Dictys Cretensis de Bello Trojano" o potser més acuradament "Ephemeris Belli Trojani". El seu llibre es va trobar suposadament a la seva sepultura on ell mateix havia demanat que el col·loquessin, quan en temps de Neró la sepultura es va obrir degut a un terratrèmol i el llibre el va trobar el pastor Eupraxis. Fou traduït al grec (estava suposadament en grec però escrit en caràcters fenicis) i enviat a l'emperador. La seva obra és un relat de la guerra de Troia des del naixement de Paris fins a la mort d'Ulisses. Això fou la història oficial però podia ser una composició romana que buscava atreure l'atenció. La hipòtesi més probable és que fou una composició de Neró ajudat per alguns experts.